# Tirmitine
Tirmitine é uma cidade e comuna localizada na província de Tizi Ouzou, no norte da Argélia. Em 2008, sua população era de 19 027 habitantes.

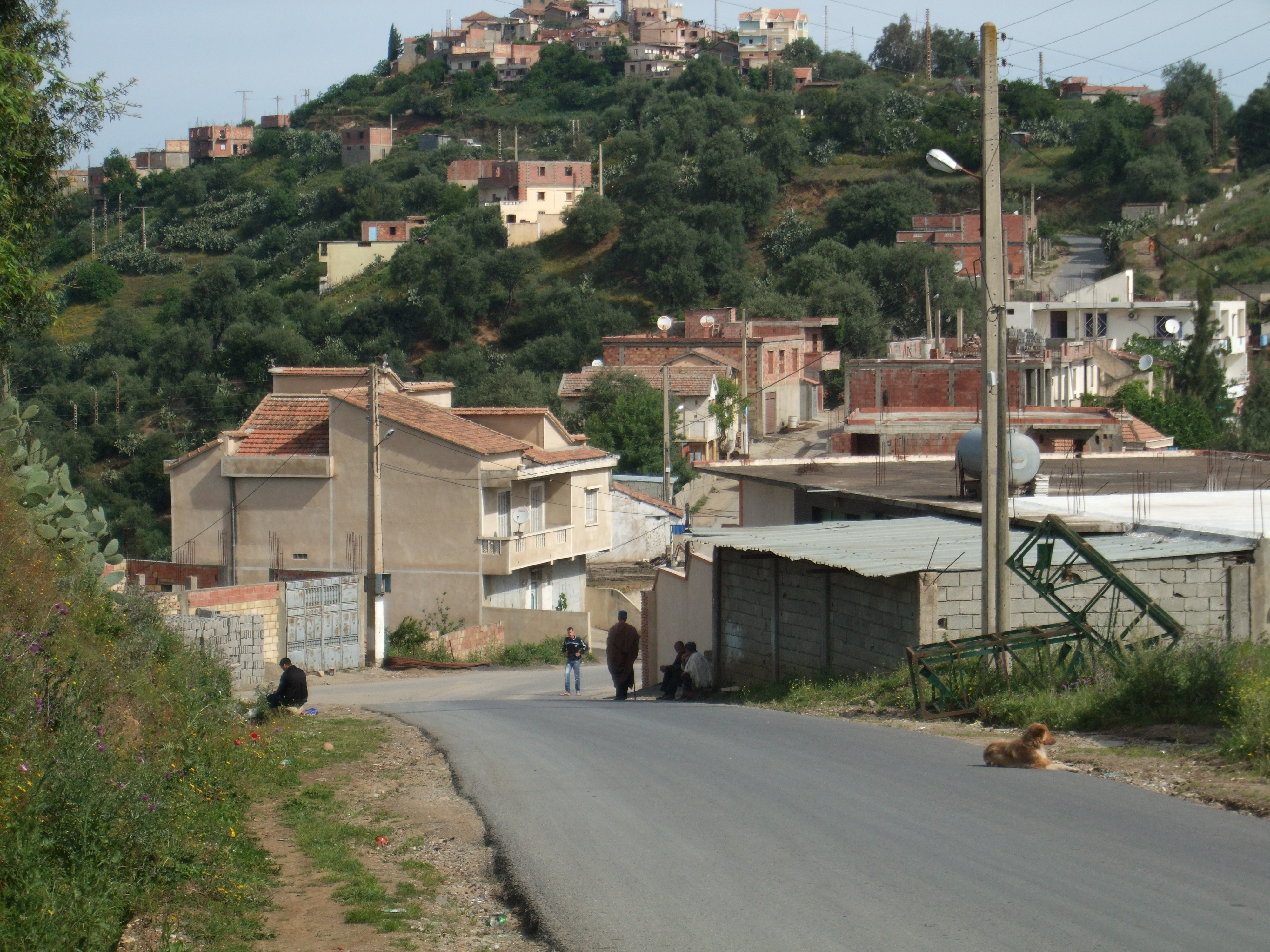
Vista da aldeia de Zerrouda.